# Blake Fleming
Blake Fleming je americký bubeník.

## Život a kariéra
Pochází z města Alton. Na bicí začal hrát ve svých osmi letech. Svou první skupinu nazvanou Dazzling Killmen založil v roce 1990. Následně hrál s japonskou skupinou Zeni Geva a později v Laddio Bolocko. V roce 2001 stál u zrodu skupiny The Mars Volta, avšak brzy jí opustil (se skupinou nahrál její první demonahrávky). S kapelou znovu spolupracoval v roce 2006. Hrál rovněž na albu A Manual Dexterity: Soundtrack Volume One frontmana této skupiny Omara Rodrígueze-Lópeze. Během své kariéry spolupracoval s mnoha dalšími hudebníky, mezi něž patří například Israel Nash Gripka a Chris Riffle. Počínaje rokem 2008 se kromě aktivního hraní věnuje také pedagogické činnosti.